# Sophie Brahe
Sophie Brahe (Castello di Knutstorp, 22 settembre 1556 o 24 agosto 1559 – Helsingør, 1643) è stata un'astronoma e scienziata danese.

## Biografia
Sophie Brahe, sorella del celebre astronomo Tycho, nacque in Danimarca in una famiglia della piccola nobiltà, studiò da sola sui libri del fratello e divenne la sua assistente. Il re di Danimarca, Federico II donò a Tycho l'isola di Ven  vicino a Copenaghen, sulla quale venne eretto il famoso castello-osservatorio di Uraniborg.  L'importanza del lavoro dei fratelli Brahe è che furono i primi astronomi europei ad effettuare osservazioni regolari ed a lungo termine sulla posizione delle stelle fisse e dei pianeti tramite sestanti, quadranti, sfere armillari e strumenti di osservazione da loro ideati, dato che il telescopio non era stato ancora inventato. 
Sulla base delle loro osservazioni redassero un catalogo di oltre 1000 stelle fisse, con una precisione inimmaginabile per l'epoca. Nel 1572 ci fu un evento astronomico che attrasse l'attenzione di Tycho: si trattava della comparsa di una nova, ovvero una stella che aumenta la propria luminosità in modo violento (oggi nota come SN 1572). L'evento non s'inseriva nel modello planetario tolemaico ed i fratelli ipotizzarono un modello di universo in parte geocentrico ed in parte eliocentrico, in cui soltanto il Sole e la Luna ruotavano attorno alla Terra e gli altri pianeti ruotavano attorno al Sole; questo sistema prese il nome di ticonico. 
All'età di 20 anni Sophie si sposò; ebbe poi un figlio, ma continuò la sua presenza presso l'osservatorio; quando nel 1588 il marito morì, divenne anche amministratrice dei terreni e si diede allo studio dell'alchimia e della medicina. Il contributo apportato da Sophie Brahe all'astronomia non venne mai riconosciuto autonomamente ed oggi non è più possibile ricostruire la sua partecipazione al lavoro del fratello, poiché non esistono documenti specifici sulla sua vita e sulla sua opera. 
Nonostante l'insufficienza di documentazione, il filosofo e fisico Pierre Gassendi scrisse nella biografia di Tycho Brahe che la sorella era dotata di eccezionali conoscenze in matematica ed astronomia.
Fu a lungo assistita dalla farmacista Live Larsdatter.